# 김회재
김회재(金會在, 1962년 11월 24일~)은 대한민국의 검사 출신 변호사, 정치인이다. 대한민국 제21대 국회의원이다.

## 생애
순천고등학교와 연세대학교 법학과를 졸업한 뒤 1988년 사법시험 30회에 합격했다. 서울지방검찰청 근무를 시작으로 대검찰청 검찰연구관과 법무연수원 교수, 광주지검 순천지청 차장검사, 서울 서부지검 차장검사, 부산고검 차장검사, 광주지검장 등을 역임하였다. 2018년 검사 사직 후 법무법인 정의와 사랑 대표 변호사로 활동하다 더불어민주당에 입당했다. 2020년 제21대 국회의원 선거에서 여수 을 선거구 국회의원으로 당선되었다.

### 순천 청산가리 막걸리 사건수사
2009년 9월 14일 김회재 광주지방검찰청 순천지청 차장검사는 A씨와 그 딸 백 모씨를 살인 등으로 구속 기소하며 '순천 청산가리 막걸리 살인' 수사 결과를 발표하였다. A씨와 그 딸은 2009년 7월 6일 오전 전라남도 순천시 황전면 한 마을에서 청산가리를 넣은 막걸리를 마시게 하여 아내(어머니) B씨를 숨지게 하였다. B씨와 같은 동네 할머니 4명이 함께 막걸리를 마셨다가 2명은 숨지고, 막걸리를 뱉어낸 2명은 목숨을 건졌다. A씨는 딸이 초등학교에 다닐 무렵부터 딸과 성관계하였고, 이를 알게된 어머니 B씨가 딸 백 모씨를 훈계하자 모친 살해를 계획하였다.
그러나 최근 지난 2009년 전남 순천에서 발생한 '청산가리 막걸리 살인사건'이 '검사와 조사관의 강압 허위 수사에 위조된 사건'이라는 주장이 제기됐다. 부녀의 법률 대리인은 허위 자백 강요와 조서 왜곡 등으로 검찰의 수사 과정 전반이 위법했다고 주장하면서 재심 개시 필요성을 강조했다.

## 경력
- 1988: 제30회 사법시험 합격
- 1991: 제20기 사법연수원 수료
- 1991: 서울지방검찰청 검사
- 1993: 부산지방검찰청 울산지청 검사
- 1995: 인천지방검찰청 부천지청 검사
- 1997: 대구지방검찰청 검사
- 1999: 법무부 검찰1과 검사
- 2001: 서울지방검찰청 동부지청 검사
- 2003: 서울지방검찰청 동부지청 부부장검사
- 2004: 대검찰청 검찰연구관
- 2006.02~2007.03: 제41대 청주지방검찰청 제천지청 지청장
- 2007: 서울동부지방검찰청 형사6부 부장검사
- 2008: 서울동부지방검찰청 형사3부 부장검사
- 2009: 법무연수원 교수
- 2009: 광주지방검찰청 순천지청 차장검사
- 2010: 수원지방검찰청 안양지청 차장검사
- 2011.09~2012.07: 제49대 전주지방검찰청 군산지청 지청장
- 2012.07~2013.04: 서울서부지방검찰청 차장검사
- 2013.04~2014.01: 제12대 수원지방검찰청 안산지청 지청장
- 2014.01~2015.02: 법무연수원 연구위원
- 2015.02~2015.12: 부산고등검찰청 차장검사
- 2015.12~2017.07: 제60대 광주지방검찰청 검사장
- 2017.08~2018.06: 제16대 의정부지방검찰청 검사장
- 법무법인 정의와사랑 대표
- 2020.03~2020.05: 더불어민주당 정책위원회 부의장
- 2020년 4월 15일: 대한민국 제21대 국회의원 선거 당선(전남 여수시 을, 더불어민주당, 초선)
- 2020.05~2024.05: 더불어민주당 전라남도당 여수시 을 지역위원회 위원장
- 2020.05~2020.09: 더불어민주당 원내부대표
- 2020.09~2022.09: 더불어민주당 법률위원장
- 2023.01~2025.01: 더불어민주당 종교특별위원회 위원장

### 의정 활동
- 2020.05~2024.05: 제21대 국회의원(전남 여수시 을, 더불어민주당, 초선)
  - 2020.06~2020.09: 제21대 국회 전반기 운영위원회 위원
  - 2020.06~2022.05: 제21대 국회 전반기 국토교통위원회 위원
  - 2020.08~2020.09: 제21대 국회 대법관(이흥구) 임명동의에 관한 인사청문특별위원회 위원
  - 2021.11~2022.05: 제21대 국회 언론미디어제도개선 특별위원회 위원
  - 2022.04~2022.05: 제21대 국회 국무총리(한덕수) 임명동의에 관한 인사청문특별위원회 위원
  - 2022.07~2024.05: 제21대 국회 후반기 산업통상자원중소벤처기업위원회 위원
  - 2022.12~2024.05: 제21대 국회 윤리특별위원회 위원
  - 2023.06~2024.05: 제21대 국회 후반기 예산결산특별위원회 위원
  - 2023.06~2023.07: 제21대 국회 대법관(권영준·서경환) 임명동의에 관한 인사청문특별위원회 위원
  - 2023.08~2023.10: 제21대 국회 대법원장(이균용) 임명동의에 관한 인사청문 특별위원회 위원

## 학력
- 신풍국민학교(21회)
- 율촌중학교(5회)
- 순천고등학교(30회)
- 연세대학교 법과대학 법학 학사(81학번)
- 한국방송통신대학교 중어중문학 학사

## 역대 선거 결과
| 실시년도 | 선거   | 대수 | 직책     | 선거구         | 정당         | 득표수   | 득표율          | 순위 | 당락 | 비고 |
| -------- | ------ | ---- | -------- | -------------- | ------------ | -------- | --------------- | ---- | ---- | ---- |
| 2020년   | 총선   | 21대 | 국회의원 | 전남 여수시 을 | 더불어민주당 | 55,273표 | \| \| 71.58% \| | 1위  |      | 초선 |
|          | 71.58% |      |          |                |              |          |                 |      |      |      |

## 소속 정당
| 소속 정당 | 소속 정당    | 소속 기간 | 비고      |
| --------- | ------------ | --------- | --------- |
|           | 더불어민주당 | 2020~현재 | 정계 입문 |

## 같이 보기
- 여수시의 국회의원
- 여수시 을